# Joachim Häcker
Joachim Häcker (* 19. September 1968 in Stuttgart) ist seit 2004 Professor für Corporate Finance an der Hochschule für angewandte Wissenschaften München und der University of Louisville sowie Lehrbeauftragter an der Business School St. Gallen. Ferner ist er Direktor des European Institute of Quantitative Finance sowie Beirat von SHL Telemedizin.

## Ausbildung
Nach dem Abitur studierte Joachim Häcker an der Eberhard-Karls Universität Tübingen Betriebswirtschaftslehre und Rechtswissenschaft, er promovierte dort in beiden Fächern. Studienbegleitend war er am Lehrstuhl für Mathematik und Statistik der Eberhard-Karls Universität Tübingen tätig. Ferner nahm er am MBA-Programm der Kenan-Flagler Business School (USA) teil.

## Berufspraxis
Joachim Häcker ist seit 2007 Beirat des Telemedizinanbieters SHL Telemedizin in Düsseldorf. Seit 2004 ist Häcker für das Unternehmen Würth beratend tätig. Ferner ist er seit dem Jahre 2000 Mitglied der Bertelsmann Stiftung und dort aktiv im Bereich deutsche und israelische Führungskräfte. Zuvor war er 8 Jahre im Bereich Corporate Finance tätig. Er war bis 2003 für vier Jahre lang bei der Investment Bank Rothschild in London und Frankfurt als Vice President insbesondere in dem Bereich Mergers & Acquisitions tätig. Davor arbeitete er jeweils zwei Jahre bei Sal. Oppenheim und PricewaterhouseCoopers. Er ist Beirat der Anwaltskanzlei Pfitzner Legal.

## Wissenschaftliche Karriere
Joachim Häcker war seit 2004 Professor für Corporate Finance an der Hochschule Heilbronn. Seit Januar 2010 ist er Professor für Corporate Finance an der Hochschule für angewandte Wissenschaften München und der University of Louisville sowie Lehrbeauftragter an der Business School St. Gallen. Ferner ist er Direktor des European Institute of Quantitative Finance (EIQF).
An der Hochschule München ist Häcker für das Fachgebiet Quantitative Finance verantwortlich. An der University of Louisville vertritt er das Fach Managerial Finance. Seine Aufgabe beim neutralen EIQF ist die Verbindung von Wissenschaft und Praxis. Für die St. Galler Business School führt er Seminare für die obersten Führungskräfte in London durch. 

## Veröffentlichungen
Joachim Häcker ist Autor von diversen Fachbüchern im Bereich Investment Banking insbesondere Corporate Finance sowie von über 20 Fachartikeln vorwiegend aus dem Bereich Mergers & Acquisitions sowie Unternehmensbewertung.

## Publikationen
- Financial Engineering: Bloss, Ernst, Häcker, Sörensen, Oldenbourg, 2015
- Automobilmanagement: Diehlmann, Häcker, München, Oldenbourg, 2010
- Jinrong-yansheng-gongju (Derivate: Mandarin chinesische Übersetzung); Bloss, Michael, Ernst, Dietmar, Häcker, Joachim, Li Ying, Verlag Oldenbourg (2009)
- Grundzüge der Unternehmensfinanzierung Wöhe, Bilstein, Ernst, Häcker, München Vahlen 2013
- Von der Wall Street zur Main Street Bloss, Ernst, Häcker, Eil, München Oldenbourg 2009
- Währungsderivate Bloss, Eil, Ernst, Fritsche, Häcker, München, Oldenbourg 2009
- Von der Subprime-Krise zur Finanzkrise Bloss, Ernst, Häcker, Eil, München, Oldenbourg 2008
- Derivatives Bloss, Michael. - München: Oldenbourg, 2008
- Telemedizin Häcker, Joachim. - München: Oldenbourg, 2008
- Applied international Corporate Finance Ernst, Dietmar. - München: Vahlen, 2007
- Realoptionen im Investment-Banking Ernst, Dietmar. - Stuttgart: Schäffer-Poeschel, 2002
- Internet-Banking Häcker, Joachim. - Wiesbaden: Dt. Univ.-Verl., 1998
- Die Transformation des russischen Bankensystems Häcker, Joachim. - Frankfurt am Main: Lang, 1996
- Financial Modeling - An Introductory Guide to Excel and VBA Applications in Finance: Häcker, Ernst, McMillan, London, 2017.
- Financial Modeling Ernst, Häcker, Schäffer-Poeschel, 2016

| Personendaten    | Personendaten                                            |
| ---------------- | -------------------------------------------------------- |
| NAME             | Häcker, Joachim                                          |
| KURZBESCHREIBUNG | deutscher Wirtschaftswissenschaftler und Hochschullehrer |
| GEBURTSDATUM     | 19. September 1968                                       |
| GEBURTSORT       | Stuttgart                                                |